# Rivière Coulombe
Pour les articles homonymes, voir Coulombe.
La rivière Coulombe est un tributaire du lac Aylmer lequel est traversé par la rivière Saint-François qui constitue un affluent de la rive sud du fleuve Saint-Laurent.
Le cours de la rivière Coulombe coule sur la rive sud du fleuve Saint-Laurent, au Québec, Canada. Elle traverse le territoire des municipalités de :
- Saints-Martyrs-Canadiens, située dans la MRC Arthabaska, dans la région administrative du Centre-du-Québec ;
- Beaulac-Garthby, située dans la municipalité régionale de comté (MRC) Les Appalaches, dans la région administrative de l'Estrie.

## Géographie
Les principaux bassins versants voisins de rivière Coulombe sont :
- côté nord : Lac Breeches, Lac Sunday ;
- côté est : rivière Moose, cours d'eau de la Longue Pointe, lac Aylmer, rivière Saint-François ;
- côté sud : lac Aylmer, baie Ward ;
- côté ouest : rivière au Canard.

La rivière Coulombe prend sa source dans une zone de marais à 2,0 km à l'ouest du Mont Louise, à 1,6 km au sud du centre du village Saints-Martyrs-Canadiens, à 1,2 km à l'est d'une carrière abandonnée et à 1,6 km au sud du lac Sunday.
À partir de cette zone de marais, le cours de la rivière Coulombe coule sur 13,8 km réparti selon les segments suivants :
- 3,1 km vers l'est, jusqu'à la confluence de la décharge du lac Rond ;
- 2,6 km vers l'est, jusqu'à la rive nord du lac Coulombe ;
- 0,8 km en traversant vers le sud-est le lac Coulombe (longueur : 1,4 km ; altitude : 301 m), soit le principal plan d'eau drainé par la rivière Coulombe ;
- 0,8 km vers l'est, jusqu'à la route 161 que la rivière traverse à 4,2 km à l'ouest de l'intersection de la route 112 ;
- 2,8 km vers l'est, jusqu'à la confluence de la rivière Coulombe Nord qui constitue le principal tributaire ;
- 2,2 km vers le sud-est, jusqu'à une route de campagne ;
- 1,5 km vers le sud-est, jusqu'à son embouchure.

La rivière Coulombe se déverse sur la rive ouest de la Baie Ward du lac Aylmer. L'embouchure est situé à 1,3 km (en ligne directe) au sud-ouest de l'intersection de la route 161 et de la route 112 du village de Beaulac-Garthby.
La villégiature est particulièrement développée autour de la baie Ward.

## Toponymie
Le toponyme Rivière Coulombe a été officiellement inscrit le 5 décembre 1968 à la Commission de toponymie du Québec.